# ファリリアーノ
ファリリアーノ（イタリア語: Farigliano）は、イタリア共和国ピエモンテ州クーネオ県にある、人口約1,700人の基礎自治体（コムーネ）。

## 地理

### 位置・広がり

#### 隣接コムーネ
隣接するコムーネは以下の通り。
- ベルヴェデーレ・ランゲ
- カッル
- クラヴェザーナ
- ドリアーニ
- レークイオ・ターナロ
- ピオッツォ

#### 地震分類
イタリアの地震リスク階級 (it) では、4
に分類される。

## 行政

### 分離集落
ファリリアーノには、以下の分離集落（フラツィオーネ）がある。
- Calcinera, Mellea Soprana, Mellea Sottana, Moncucco, Naviante, Spinardi, Viaiano

## 姉妹都市
- ピアネッツェ、イタリア 1998年

## 人物

### 著名な出身者
- ピエトロ・フェレロ（英語版） - 20世紀の実業家、大手食品会社フェレロ社創業者。